# Milan Meštrov
Milan Meštrov (Tisno, 12. rujna 1929. – Zagreb, 8. listopada 2010.) je hrvatski biolog, pedagog i akademik.
Bio je predavač na PMF-u u Zagrebu (1972. – 1974. je bio dekan). 
Bio je član HAZU (odnosno, onovremene "JAZU").
Glavni kolegiji na dodiplomskoj nastavi koje je vodio M. Meštrov su iz područja ekologije životinja, zoogeografije, biocenologije i zaštite prirode. Uveo je i uhodao nove kolegije na dodiplomskoj nastavi s terenskom nastavom i s praktikumima te seminarima koji prije nisu postojali. Kao predstojnik Zavoda tijekom 12 godina uredio je i opremio laboratorije, praktikume, radne kabinete i ostale prostore za nastavu i znanstveno istraživački rad te je tako značajno unaprijeđen znanstveno - istraživački i nastavni rad iz područja zoologije, posebno ekologije.
Na postdiplomskoj nastavi iz područja biologije, bio je voditelj smjera Ekologija. Sudjelovao je u formiranju nastavnih planova i programa na dodiplomskoj i postdiplomskoj nastavi. Na postdiplomskoj nastavi predavao je predmete: Koncept ekosistema (smjer Antropologija), Energetski i trofički odnosi u ekosistemima, Metodologija izrade ekoloških studija, Biologija voda na kopnu, Biologija onečišćenih voda (Smjer Ekologija). Osim na Prirodoslovno - matematičkom fakultetu, odnosno Sveučilištu u Zagrebu, sudjelovao je u izvođenju postdiplomske nastave na Prirodno - matematičkom fakultetu Univerziteta u Novom Sadu, Građevnom fakultetu univerziteta u Sarajevu te Arhitektonskom fakultetu (Urbanizam i prostorno planiranje), Tehnološkom fakultetu (Ekološko inženjerstvo), Građevinskom fakultetu (Sanitarna hidrotehnika) i Medicinskom fakultetu (Zdravstvena ekologija) Sveučilišta u Zagrebu s kolegijima adekvatnih sadržaja iz područja ekologije.
Pod vodstvom prof. M. Meštrova izrađeno je i obranjeno 13 magistarskih radova a bio je član komisije za ocjenu i obranu 61 magistarskog rada.
Prof. M. Meštrov odgojio je nekoliko generacija biologa, ekologa koji sada uspješno rade u nastavnim, znanstveno - nastavnim i znanstvenim institucijama diljem Hrvatske i izvan nje.
Kao predsjednik ili član komisije za izradu programa iz biologije za osnovne i srednje škole unaprijedio je nastavni rad i u tim razinama obrazovanja u Hrvatskoj.

## Unutarnje poveznice
- Croatobranchus mestrovi - vrsta pijavice nazvana po akademiku Milanu Meštrovu

## Vanjske poveznice
- Biografija i bibliografija na stranicama www.hazu.hr  Arhivirana inačica izvorne stranice od 11. studenoga 2007. (Wayback Machine)